# L'amant jaloux
L'amant jaloux, ou Les fausses apparences (título original en francés; en español, El amante celoso, o Las falsas apariencias), es una comédie mêlée d'ariettes en tres actos con música de André Grétry y libreto del dramaturgo Thomas Hales (también conocido por el nombre francés de Thomas d'Hèle) con los pasajes en verso por F. Levasseur. Se basa en la obra The Wonder: A Woman Keeps a Secret (1714) de Susannah Centlivre. Se estrenó en Versalles el 20 de noviembre de 1778.
El musicólogo David Charlton considera que Mozart y su libretista Lorenzo da Ponte conocieron la ópera de Grétry y se vieron influidas por sus conjuntos cuando ellos escribieron Las bodas de Fígaro.
Es una ópera poco representada en la actualidad; en las estadísticas de Operabase aparece con sólo una representación en el período 2005-2010.

## Grabación
- L'amant jaloux Mady Mesplé, Bruce Brewer, Jules Bastin, Danièle Perriers, Orquesta Filarmónica de la RTB, dirigida por Edgard Doneux (EMI, 1978; relanzada en CD 7243 5 75263 2 6, 2002)